# Novus Mons
Der Novus Mons ist ein Berg auf dem Mars und befindet sich dort in der Gebirgsgruppe Mountains of Mitchell.
Er steht bei 75° S und 315° W am Rande der südlichen Polkappe. Das Eis bildet dort weitgehend eine Ebene. Tagsüber gibt es Schmelzprozesse, so dass der Novus Mons als Insel zum Vorschein kommt.